# Georg Brunner (Musiker)
Georg Brunner (* 19. Dezember 1960 in Straubing) ist ein deutscher Geiger und Professor für Musikwissenschaft und Musikdidaktik.

## Leben
Nach dem Abitur am St.-Michaels-Gymnasium im Kloster Metten studierte er an der Staatlichen Hochschule für Musik München das Lehramt Musik an Gymnasien, an der Ludwig-Maximilians-Universität München (Musikwissenschaft, Erziehungswissenschaft) sowie an der Universität Augsburg (Musikwissenschaft, Musikpädagogik, Schulpädagogik). Dort promovierte er 1995 mit dem Thema „Beiträge zur Musik im Kloster Scheyern“.
Nach dem Studium folgten eine künstlerische Weiterbildung durch Privatstudium bei Heinz Endres und Meisterkurse bei Nikolaus Harnoncourt, Ingrid Seifert, Anton Steck, Reinhard Goebel und Amandine Beyer.
Seit 1979 ist Brunner Mitglied in verschiedenen Kammerorchestern (u. a. Regensburger Kammerorchester), seit 1988 leitet er das Barockorchester Arsatius Consort. Von 1985 bis 1987 absolvierte er den Vorbereitungsdienst in Passau, Langenzenn und München. Von 1987 bis 1998 war er Gymnasiallehrer für Musik an Gymnasien in München und Schrobenhausen.
Von 1998 bis 2004 wirkte er als Akademischer Oberrat im Fachbereich Musikpädagogik an der Universität Regensburg. 2000/2001 vertrat er die  Professur für Musikerziehung an der Universität Erlangen-Nürnberg. Von WS 2004/2005 bis SS 2005 übernahm er die Vertretung der Professur für Musik und ihre Didaktik an der PH Freiburg/Breisgau. Seit Oktober 2005 ist Brunner Inhaber der W3-Professur für Musik und ihre Didaktik an der Pädagogischen Hochschule in Freiburg/Breisgau. Darüber hinaus übt er seit April 2016 das Amt des  Prorektors für Lehre, Studium und Digitalisierung (ab Oktober 2022 für Lehre, Studium und Qualitätsentwicklung) aus. Seit 1. April 2024 ist er im Ruhestand. Derzeit berät er verschiedene Hochschulen (u. a. Hochschule für Musik, Saarbrücken) bei der Qualitäts- und Studiengangsentwicklung.
Von 1998 bis 2016 sowie 2025 war bzw. ist er künstlerischer Leiter der Internationalen Osterwoche, ab 2004 Internationale Sommerakademie für Alte Musik in Neuburg an der Donau. Dort rief er 1999 den bis heute bestehenden internationalen Biagio-Marini-Wettbewerb ins Leben.

## Ehrenämter
- 2002 bis 2009 Vorstandsmitglied der Landesarbeitsgemeinschaft für Alte Musik in Bayern e. V.
- von 2009 bis 2015 Vorsitzender des Arbeitskreises für Schulmusik e. V. Landesbereich Baden-Württemberg (AfS), ab 2015 Vizepräsident des aus AfS und vds fusionierten neu gegründeten Bundesverbands Musikunterricht (BMU, Landesverband BW)

## Mitgliedschaften
- Bundesverband Musikunterricht (BMU)
- Gesellschaft für Popularmusikforschung (GfPM)
- Arbeitskreis musikpädagogische Forschung (AmpF)
- Bundesfachgruppe Musikpädagogik (BFG)
- Gesellschaft für Musikpädagogik (GfMP)
- Konferenz Musikpädagogik an Wissenschaftlichen Hochschulen (KMpWH)

## Schwerpunkte

### Schwerpunkte in der Lehre
- Didaktik und Methodik des Musikunterrichts in der Grundschule/Sekundarstufe I[5]
- Didaktik des Klassenmusizierens
- Neue Medien im Musikunterricht
- Lehrerfortbildung

### Forschungs- und Publikationsschwerpunkte
- Didaktische Grundlagen und Entwicklung von Unterrichtsmodellen[6][7]
- Unterrichtsforschung[8][9]
- Musiksoziologie (z. B. Jugendkulturen, Rechtsrock[10][11], Fangesänge[12])
- Bayerische Musikgeschichte[13][14]